# Xinhua Film Company
Xinhua Film Company (xinès simplificat: 新华影业公司) .Estudi de producció cinematogràfica. Una de les productores xineses que va aprofitar i capitalitzar la popularitat del moviment cinematogràfic d'esquerres a Shanghai dels anys trenta.

## Història

#### Zhang Shankun
Xinhua Film Company va ser fundada a Shanghai l'any 1934 pel productor i director de cinema Zhang Shankun. La nova companyia va competir amb les grans productores del moment, Lianhua i Minxing.
Abans de la segona guerra sino-japonesa, el 1936 va comprar els equipaments de la Diantong Company, i durant la batalla de Shanghai el 1937, Xinhua va continuar sent l'única gran productora encara activa dins en el que es va conèixer com "l'Illa Solitària" del període del cinema xinès (en el qual les concessions estrangeres de Shanghai eren una "illa" dins del " mar" de l'ocupació japonesa). Segons algunes estadístiques de l'època en aquell període a Shanghai hi havia unes vint companyies que van produir al voltant d'unes cent pel·lícules. El 1938, Xinhua es va dividir en dues filials, Huacheng i Huaxin i el 1939 Zhang va incorporar Xinhua a una empresa de propietat nord-americana anomenada "Zhongguo Lianhe" o "China United Pictures. Com a resultat Xinhua va aconseguir produir vint-i-quatre pel·lícules només el 1939, convertint-la en la companyia de producció més gran de Shanghai.
El 10 d'abril de 1942, Xinhua es va incorporar a un grup controlat pels japonesos, amb China United Studios Co., Ltd. (coneguda com a "China United") i 11 companyies més, on Zhang va exercir com a director general sota el control del productor japonès Kawakita Nagamasa.
El maig de 1943, la "China United Company" es va dissoldre i el president de la República de la Xina, Wang Jingwei va crear la "China Film Joint Stock Company" (coneguda com a "China Film"), amb Zhang Shankun com a director general adjunt i director del departament de producció.

#### Producció cinematogràfica
La primera pel·lícula produïda per la companyia va ser "Story of the red Sheep Hero" dirigida per Yang Xiaozhong amb el guió de Wang Zhongxian. La pel·lícula va ser una adaptació d'una obra de l'Òpera de Pequín i el contingut reflectia l'aixecament de Jintian durant la de la Rebel·lió dels Taiping.
Posteriorment Xinhua va produir una quantitat important de films (al voltant de 39 entre 1938 i 1942)però també va destacar per les estratègies comercials i publicitàries així com per la incorporació de directors i guionistes innovadors. Entre els directors més significatius de Xianhua, destaquen Ma- Xu Weibang pioner del cinema fantàstic i de terror amb Song at Midnight, una adaptació lliure de "El fantasma de l'Òpera" de Gaston Leroux, Bu Wancang i Fang Peilin especialistes en films històrics. Cal destacar que en la política comercial de Xianhua, algunes produccions com la pel·lícula Diao Chan de Bu Wancang van tenir una versió amb subtítols en anglès i va ser estrenada a Nova York el setembre de 1938.
També cal destacar la presència d'actors i actrius que van treballar Xianhua, com Chen Yunshang la protagonista de Hua Mulan Joins the Army o l'actor Jin Shan a Song at Midnight.

## Filmografia destacada
| Any  | Títol xinès  | Títol anglès                    | Director                         |
| ---- | ------------ | ------------------------------- | -------------------------------- |
| 1935 | 红羊豪侠 攥  | Story of the red Sheep Hero     | Yang Xiaozhong                   |
| 1935 | 新桃花扇     | The New Peach Blossom Fan       | Ouyang YUqian                    |
| 1935 | 逃亡         | Runaway                         | Yu Feng                          |
| 1936 | - - 夜半歌神 | Song at Midnight                | Ma-Xu Weibang                    |
| 1936 | - 壮志凌云   | Soaring Aspiration/The Pionners | Wu Yonggang                      |
| 1936 | - 壮志凌云   | Nights of Revery                | Chen Bugao                       |
| 1936 | 狂欢之夜     | Night of the Debauche Company   | Shi Dongshan                     |
| 1937 | - 青年进行曲 | March of Youth                  | Shi Dongshan                     |
| 1938 | - 貂蟬       | Diao Chan                       | Wu Wancang                       |
| 1939 | - 木蘭從軍   | Hua Mulan Joins the Army        | Wu Wancang                       |
| 1941 | 家           | Family                          | Wu Wancang, Li Pingqian i altres |